# Manuel B. Gonnet (Nueve de Julio)
Manuel B. Gonnet, también conocida como French debido a su estación de ferrocarril homónima, es una localidad argentina del partido de Nueve de Julio, ubicado en el centro-norte de la provincia de Buenos Aires.

## Población
Cuenta con 748 habitantes (Indec, 2010), lo que representa un descenso del 8 % frente a los 813 habitantes (Indec, 2001) del censo anterior.
| Gráfica de evolución demográfica de French entre 1991 y 2010 |
|                                                              |
| Fuente: Censos nacionales del INDEC.                         |